# Зенетские языки
Зене́тские языки́ (зенатья) — группа северноберберской ветви берберо-ливийских языков. Распространены в странах Магриба: в Марокко, Алжире, Тунисе и Ливии.
Численность носителей зенетских языков — около 3,5 млн чел. (1990). Большинство из зенетских языков бесписьменны, с небольшим числом носителей в несколько тысяч или десятков тысяч человек, исключая языки риф и шауйя (шауйа) с числом говорящих более миллиона человек.

## Классификация языков зенетской группы
Зенетская группа включает различные языки и диалекты берберских народов Северной Африки. Вопрос о соотношении близкородственных языков и диалектов применительно к каждому зенетскому языку (как и в отношении к другим берберским языкам или к бербероязычным анклавам Северной Африки) недостаточно изучен и неоднозначно решается у различных исследователей берберских языков, поэтому число языков зенетской группы оценивается приблизительно (около 20-25).
Зенетские языки разделяются согласно классификации, опубликованной в справочнике языков «Ethnologue», на шесть подгрупп, три из которых представлены только одним языком:
- восточнозенетская подгруппа[~ 3][7]: нефуса[~ 4][8] с диалектами (зуара, джерба и др.)[9] и сенед;
- язык гхмара (вымерший язык северо-восточных районов Марокко)[10];
- подгруппа мзаб-уаргла: языки уаргла (tagargrent), ригх (туггурт) (tamazight, temacine), языки гурара и туат, а также диалекты южного Орана, рассматриваемые как диалекты языка тазнатит (taznatit)[11], а также язык мзаб (мзабский) (tumzabt);
- подгруппа риф: риф (рифский) (tarifit) с диалектами (из которых изнасын (изнасен), возможно, является самостоятельным языком)[12] и язык сенхажа;
- язык шауйя (шауйа) (tachawit);
- язык тидикельт (tamazight, tidikelt).

Согласно классификации британского лингвиста Роджера Бленча (Roger Blench) зенетские языки разделяются на три подгруппы:
- рифский кластер: шауйа (шауйа), тидикельт, туат, риф (рифский), гхмара и др;
- подгруппа мзаб-уаргла: гурара, мзаб (мзабский), уаргла, туггурт, сегхрушен, фигиг, сенхажа, изнасын и др;
- восточнозенетская подгруппа: сенед, джерба, нефуса, зрауа и др.

В работе С. А. Бурлак и С. А. Старостина «Сравнительно-историческое языкознание» приводится пять подгрупп зенетских языков:
- восточнозенетская подгруппа: нефуса, зуара, сенед, джерба;
- подгруппа оазисных языков: мзаб (мзабский), уаргла, ригх (туггурт), гурара;
- северноалжирская подгруппа: шауйя (шауйа), матмата, менасыр, шенва (шенуа), бенисалах;
- тлемсенско-восточномарокканская подгруппа: снус, изнасын;
- северномарокканская подгруппа: сенхажа, риф (рифский).

Язык сегхрушен в данной классификации включён в атласскую группу языков.

## Ареал и численность
Носители зенетских языков и диалектов населяют северо-восточные районы Марокко (сегхрушен, риф (рифский) с диалектами, гхмара, жбала, сенхажа, изнасын, фигиг и др.); северные районы Алжира (матмата, харауа; на северо-западе — зеккара, снус, шенва (шенуа), менасыр (менасер), салах; на западе (недалеко от границы с Марокко) — фигиг и на востоке — шауйа (шауйя) с диалектами); центральные оазисные районы Алжира (диалекты южного Орана, языки гурара, туат, тидикельт, мзаб (мзабский), уаргла, ригх и др.); Тунис (сенед, джерба, зрауа и др.); северо-западные районы Ливии (зуара на границе Ливии и Туниса, нефуса с диалектами).
Наиболее крупными по числу носителей являются язык шауйа (шауйя) и рифский язык. На рифском говорят в Марокко около 1,5 млн рифов, всего число говорящих на диалектах рифского языка — 1,7 млн чел. На шауйа говорят в северном Алжире (около 1 млн чел.). В оазисах алжирской Сахары зенетские языки представлены более, чем 300 тыс. носителей. В Тунисе число носителей зенетских языков составляет около 100 тыс. чел. Общая численность — около 3,5 млн чел. (1990).

## Лингвистическая характеристика
Зенетские языки и диалекты включают следующие особенности:
1. Наличие гласных фонем — a, i, u, ә, в некоторых диалектах встречаются также фонемы e и o.
2. Палатализация и дальнейшая аффрикатизация велярных g > ğ, k > tš.
3. Тенденция к потере эмфатизации ḍ и ẓ.
4. Спирантизация дентальных смычных согласных звуков.
5. Наличие категории неопределённости прилагательных, выражаемой частицей d.
6. Утрата общеберберского спряжения глаголов состояния.
7. Распространение релятивных форм, не изменяющихся по родам и числам.
8. Порядок слов — преимущественно VSO.
9. значительное число лексических заимствований из арабского языка, как и во многих других берберских языках.

Существуют языковые особенности на западе и востоке зенетского ареала: наличие форм «отрицательного» интенсивного имперфектива в языках северо-восточного Марокко и северо-западного и северного Алжира; отсутствие оформления подлежащего посредством аннексионного статуса в языках Туниса и восточного Алжира.